# Мер
Мер (фр. Maire — старшина) — голова міської влади, міської адміністрації; голова місцевої виконавчої влади населеного пункту, найчастіше міста, іноді в великих містах також міського регіону. Як голова місцевої влади, в більшості правових держав — мер міста незалежний від центрального уряду, підпорядкований тільки місцевій раді і законам, самостійно керує міською адміністрацією, зокрема розпоряджається господарством і фінансами міста. Часто вибирається прямим таємним голосуванням громадянами-мешканцями міста.
Назва посади походить від лат. «major», що означає «великий» або «старший». У німецькомовних країнах він зветься бургомістр («голова громади»).
В Україні «мерами» неофіційно називають міських голів.